# Paavo Nurmi Games 2018
I Paavo Nurmi Games 2018 sono stati la 62ª edizione dell'annuale meeting di atletica leggera; le competizioni hanno avuto luogo al Paavo Nurmi Stadium di Turku, il 5 giugno 2018. Il meeting è stato la quarta tappa del circuito IAAF World Challenge 2018.

## Risultati[1]

### Uomini
| Specialità             |                        | Prestazione | 2º classificato   | Prestazione | 3º classificato             | Prestazione |
| 200 m                  | Ramil Guliyev          | 20"23       | Luxolo Adams      | 20"70       | Likourgos-Stefanos Tsakonas | 20"72       |
| 1500 m                 | Younéss Essalhi        | 3'38"39     | Timo Benitz       | 3'39"07     | Kalle Berglund              | 3'39"13     |
| 3000 m siepi           | Nicholas Kiptonui Bett | 8'19"19     | Chala Beyo        | 8'20"03     | Lawrence Kemboi Kipsang     | 8'25"96     |
| 110 m ostacoli         | Sergey Shubenkov       | 13"18       | Balázs Baji       | 13"53       | Pascal Martinot-Lagarde     | 13"60       |
| 400 m ostacoli         | Mamadou Kasse Hann     | 50"01       | Le Roux Hannan    | 50"24       | Jack Green                  | 50"24       |
| Salto in alto          | Maksim Nedasekau       | 2.23 m      | Pavel Seliverstau | 2.19 m      | Naoto Tobe                  | 2.19 m      |
| Lancio del martello    | Wojciech Nowicki       | 79.41 m     | Paweł Fajdek      | 78.86 m     | Ashraf Amgad Elseify        | 77.04 m     |
| Lancio del giavellotto | Magnus Kirt            | 88.73 m     | Thomas Röhler     | 87.51 m     | Johannes Vetter             | 82.50 m     |

### Donne
| Specialità       |                        | Prestazione | 2º classificato           | Prestazione | 3º classificato       | Prestazione |
| 200 m            | Finette Adgyapong      | 23"50       | Felicia Brown             | 23"53       | Crystal Emmanuel      | 23"72       |
| 3000 m           | Meskerem Mamo          | 8'38"65     | Norah Jeruto              | 8'39"03     | Gloria Chebiwatt Kite | 8'39"07     |
| 100 m ostacoli   | Ebony Morrison         | 13"11       | Nooralotta Neziri         | 13"20       | Franziska Hofmann     | 13"28       |
| 400 m ostacoli   | Meghan Beesley         | 56"42       | Anna Yaroshchuk-Ryzhykova | 57"16       | Wenda Nel             | 57"47       |
| Salto con l'asta | Nikoléta Kyriakopoulou | 4.51 m      | Ninon Guillon-Romarin     | 4.45 m      | Maryna Kylypko        | 4.45 m      |
| Salto triplo     | Tori Franklin          | 14.11 m     | Kristiina Mäkelä          | 13.68 m     | Iryna Vaskouskaya     | 13.63 m     |
| Lancio del disco | Sandra Perković        | 66.22 m     | Yaimé Pérez               | 63.81 m     | Denia Caballero       | 62.93 m     |